# Rhodes State Office Tower
Rhodes State Office Tower – wieżowiec w Columbus, w stanie Ohio, w Stanach Zjednoczonych, o wysokości 192 m. Budynek został otwarty w 1974 i liczy 41 kondygnacji.